# Jaugila
Jaugila je řeka 3. řádu ve středu Litvy v okrese Kėdainiai, levý přítok řeky Smilga. Pramení 1 km východně od vsi Mumaičiai, 6,5 km na jihozápad od městysu Gudžiūnai. Teče zpočátku směrem jižním, u vsi Keturkiemiai se stáčí k východu, ve vsi Jaugiliai protéká jezerem Jaugiliai (plocha: 3,7 ha), po 2 km se stáčí k jihu, před soutokem s řekou Skroblė uhýbá nakrátko k východu a pokračuje k jihu, u vsi Urnėžiai protéká rybníkem Urnėžių tvenkinys (plocha: 16 ha), za kterým se stáčí k jihovýchodu až do ústí do řeky Smilga, do které se vlévá 6,1 km od jejího ústí do Nevėžisu jako její levý přítok 0,5 km západně od vsi Kėboniai, 4,5 km na západoseverozápad od města Kėdainiai. Průměrný průtok je 0,32 m³/s, plocha povodí je 61,8 km², průměrný spád je 189 cm/km

## Přítoky
- Levé:

| Hydrologické pořadí | Řeka                              | Délka (km) | Povodí (km²) | Vzdálenost od ústí (km) | Ústí kde     | Koordináty ústí                  |
| ------------------- | --------------------------------- | ---------- | ------------ | ----------------------- | ------------ | -------------------------------- |
| 13010749            | Padotnuvio upelis neboli Želtupys | 3,1        | 2,0          | 20,1                    | Padotnuvys   | 55°23′46″ s. š., 23°47′10″ v. d. |
| 13010751            | Skroblė                           | 3,0        | 1,9          | 16,5                    | Vainotiškiai | 55°23′36″ s. š., 23°49′20″ v. d. |

- Pravé:

| Hydrologické pořadí | Řeka        | Délka (km) | Povodí (km²) | Vzdálenost od ústí (km) | Ústí kde         | Koordináty ústí                  |
| ------------------- | ----------- | ---------- | ------------ | ----------------------- | ---------------- | -------------------------------- |
|                     | Sutautiškis |            |              |                         | Jaugiliai        | 55°26′11″ s. š., 23°46′8″ v. d.  |
|                     | Landė       |            |              | 23,7                    | Jaugilka         | 55°25′20″ s. š., 23°46′0″ v. d.  |
| 13010752            | Girotakis   | 9,3        | 9,0          | 13,6                    | Valučiai/Dotnuva | 55°22′22″ s. š., 23°50′18″ v. d. |